# 南楊州警察署
南楊州警察署（ナミャンジュけいさつしょ）は、京畿北部地方警察庁所管の警察署である。

## 管轄区域
- 南楊州市

## 沿革
- 1980年4月1日 - 議政府警察署から南楊州郡の地域を分離して開設。
- 1986年1月1日 - 南楊州郡九里邑の市制施行に伴い、管轄区域が九里市と南楊州郡になる。
- 1989年1月1日 - 南楊州郡渼金邑の市制施行に伴い、管轄区域が渼金市と九里市と南楊州郡になる。
- 1995年1月1日 - 渼金市と南楊州郡が合併して南楊州市になったことに伴い、管轄区域が南楊州市と九里市になる。
- 2003年12月19日 - 九里警察署開設に伴い当警察署が管轄している九里市内の地域を移管。管轄区域が南楊州市のみになる

## 管轄地区隊
- 好坪地区隊

## 管轄派出所
- 真乾派出所
- 別内派出所
- 陶農派出所
- 梧南派出所
- 磨石派出所
- 水洞派出所
- 瓦阜派出所
- 鳥安派出所
- 榛接派出所
- 坪内派出所